# Janna Fassaert
Pour les articles homonymes, voir Fassaert.
 (février 2019).
Si vous disposez d'ouvrages ou d'articles de référence ou si vous connaissez des sites web de qualité traitant du thème abordé ici, merci de compléter l'article en donnant les références utiles à sa vérifiabilité et en les liant à la section « Notes et références ».
Janna Fassaert, née le 28 janvier 1981 à Naarden, est une actrice néerlandaise.

## Filmographie

### Cinéma et téléfilms
- 2004-2005 : Bitches (nl) : Hester Smit van Berghen Doorenbosch
- 2005 : Costa! (nl) : Angela
- 2006 : Waltz : La super héroïne
- 2006-2007 : Lotte : Marcella Valkenburg
- 2007 : Sarah & hij (nl) : Sarah
- 2008 : Ruwe Honing (nl) : L'infirmière
- 2009 : Thérapie de couples : La masseuse
- 2010 : Deep Water : Skylar Shane
- 2011 : U & Eye : La nettoyeuse
- 2011 : Easy to Assemble : Abby
- 2013 : Moordvrouw : Fransje Zuiderveen
- 2013 : Robotics : Arina
- 2013 : Verliefd op Ibiza (nl) : Taylor
- 2014 : Stalker Awaits : La merveille
- 2017 : Ashes to Ashes : Ellen
- 2018 : Safe Harbour Amsterdam : Petra

## Vie privée
Elle est la sœur du réalisateur Tom Fassaert.